# 宮中
宮中（きゅうちゅう）とは、宮殿の中を指す語である。とりわけ皇居のことを指すことが多い。昔、中国の王城の門が九つ重なっていたところから、宮中は「九重」と表現されることがある。また神社の中や境内を指すこともある。宮殿の中の意味でつかわれる場合は禁中や禁裏と同義である。

## 概要
主に府中（国政）の対義語として問題になった。本来立憲君主制の下では宮中と府中は分離され、国政についての責任機関が確立している必要があるが、明治前期の太政官制のもとでは天皇親政下太政大臣・左大臣・右大臣・参議・卿などの国政の職位が天皇の家臣(朝臣)としての色彩が強く、しかも従来からの天皇の家臣である公家出身者がその職につくことが多かったため宮廷事務と国政事務の区別が明確になっていなかった。
明治憲法制定で立憲体制が整えられた後も同憲法に定められた天皇の権限が大きかったため、宮中内の天皇側近者は政治に影響を及ぼしやすかった。これを宮廷グループ、あるいは宮中グループと呼んだ。元老、内大臣、宮内大臣、侍従長やその周辺を指し、昭和期には西園寺公望を旧宮廷グループ、近衛文麿や木戸幸一らを新宮廷グループと呼んでいた。